# كيفن كوان
كيفن كوان (بالإنجليزية: Kevin Kwan)‏ (1950 في سنغافورة)؛ فنان، مؤلف وروائي سنغافوري-أمريكي.

## مؤلفات مترجمة للعربية
| الكتاب                | المترجم   | التاريخ | ملاحظات |
| --------------------- | --------- | ------- | ------- |
| أثرياء آسيويون مجانين | مروة أحمد | 2021    |         |
| مشكلات الأثرياء       | خالد سمير | 2021    |         |
| فتاة ثرية من الصين    | أحمد حلمي | 2021    | [ 5 ]   |